# Albanees-Turkse betrekkingen
De betrekkingen tussen Albanië en Turkije verwijzen naar de internationale betrekkingen tussen de Republiek Albanië en Republiek Turkije. Albanië heeft een ambassade in de Turkse hoofdstad Ankara en een consulaat in Istanbul. Turkije heeft een ambassade in Tirana, de hoofdstad van Albanië, en een consulaat in Shkodër.
Beide landen zijn lid van de NAVO, de Raad van Europa, de Organisatie voor Veiligheid en Samenwerking in Europa en de Organisatie voor Economische Samenwerking in het Zwarte Zeegebied.
Albanië en Turkije zijn samen met Bosnië en Herzegovina en Kosovo (voor 90% bewoond door etnische Albanezen) de vier Europese landen waar de islam de grootste religie is. Albanië en Turkije zijn beide lid van de Organisatie voor Islamitische Samenwerking.

## Landenvergelijking
|                  | Albanië                                             | Turkije                                                                                    |
| ---------------- | --------------------------------------------------- | ------------------------------------------------------------------------------------------ |
| Bevolking        | 3.074.579 (2020)                                    | 82.017.514 (2020)                                                                          |
| Oppervlakte      | 28.748 km²                                          | 783.562 km²                                                                                |
| Dichtheid        | 106,9/km² (2020)                                    | 104,7/km² (2020)                                                                           |
| Hoofdstad        | Tirana                                              | Ankara                                                                                     |
| Regeringsvorm    | Parlementaire republiek                             | Presidentiële republiek - Parlementaire democratie                                         |
| Officiële talen  | Albanees                                            | Turks                                                                                      |
| Religie          | Islam 50,67%, Christendom 16%, niet gelovig 3,15%   | Islam 89,5% niet gelovig 8,9%, andere 1,6%                                                 |
| Etnische groepen | Albanezen 91%, Grieken 1%, Roma 0,9%, Bulgaren 0,3% | Turken 75%, Koerden 19% overig: hoofdzakelijk Armeniërs, Assyriërs, Georgiërs en Arabieren |

## Diplomatieke betrekkingen
In 1921 erkende het Ottomaanse Rijk de onafhankelijkheid van Albanië. Sindsdien is de relatie tussen Albanië en in het 1922 opgerichte Turkije positief te noemen vanwege veelvuldige politieke, infrastructurele, economische en militaire steun. 

## Relatie
De relatie tussen de beide landen kan beschouwd worden als vriendelijk. Albanië riep in 1912 zijn onafhankelijkheid uit van het Ottomaanse Rijk, een staat geregeerd door het Turkse Huis van Osman. Tijdens de vier eeuwenlange Ottomaanse heerschappij bekeerde de Albanese bevolking zich meerendeels tot de islam, wat voor religieuze en culturele overeenkomsten zorgt tussen beide volkeren.

## Geschiedenis
Het Ottomaanse Rijk breidde vanaf de 14e eeuw steeds verder uit naar de Balkan. In 1385 kwamen de Ottomaanse sultans voor het eerst Albanië binnen op uitnodiging van prins Karl Thopia. De reden van deze uitnodiging was om een alliantie te vormen tussen het Ottomaanse Rijk en de Thopia-dynastie om de Balsha-dynastie te verslaan bij de Slag bij Savra. De Thopia's en het Ottomaanse Rijk wonnen deze veldslag. 
Na de gewonnen veldslag claimden de Ottomanen gebieden geregeerd door Albanese heersers. De belangrijkste vorstendommen werden echter nog altijd geregeerd door de Albanese dynastie. Aan het begin van de 15e eeuw groeide de macht van de Ottomanen op de Balkan en ook in Albanië. De Albanese adel kwam geregeld in opstand tegen de Ottomaanse heerschappij, maar die opstanden werden neergeslagen en het Ottomaanse gezag werd erkend in ruil voor lokale autonomie aan de Albanese edelen. Hierna wakkerde onder de voormalige Ottomaanse militair  Gjergj Kastrioti (Skanderbeg), zoon van de Albanese edelman Gjon Kastrioti, zelf een getrouwe van sultan Bayezid I, de Albanees-Ottomaanse Oorlog aan vanaf 1444. Skanderbeg werd in dat jaar gekroond tot vorst van Albanië en wilde het Ottomaanse Rijk uit Albanië verdrijven door de Albanese alliantie Liga van Lezhë te stichten. De oorlog was jaren succesvol voor de Albanezen; in 1468 overleed Skanderbeg echter. Onder zijn opvolger Lekë Dukagjini verloren de Albanezen de strijd van het Ottomaanse Rijk in 1479, na de belegering van Shkodër. Vanaf 1479 tot 1912 viel Albanië onder Ottomaans bestuur.
Vanaf de 17e eeuw begon de Albanese bevolking zich naar de islam te bekeren. De reden hiervan was, naast de privileges die moslims kregen, om zich te onderscheiden en te klimmen binnen de Ottomaanse hiërarchie. De Albanezen beschikten in tegenstelling tot andere christenen destijds niet over een eigen autocefale kerk, de christelijke Albanezen vielen adminstratief onder de Servisch-orthodoxe kerk (noord-Albanië) en de Grieks-orthodoxe kerk (zuid-Albanië).
Na de bekering naar de islam kregen Albanese edelen hoge functies in de Ottomaanse politiek, met name in het leger, waar een aantal hoge Ottomaanse generalen van Albanese komaf waren. In de 18e eeuw ontstonden  de Albanese pasjaliks en het Albanese vilajet, provincies binnen het Ottomaanse Rijk geregeerd door Albanese Pasja's. Dit stuk land betrof, naast Albanië, grote delen van het huidige Montenegro, Kosovo, Servië, Noord-Macedonië en Griekenland.
Vanaf de 19e verzwakte het Ottomaanse Rijk. Na onafhankelijkheden van andere landen zoals Servië, Griekenland en Bosnië was er ook ook wens voor een Albanese onafhankelijkheid na de nationale ontwaking van de Albanezen; een periode waar het Albanees nationalisme werd geboren. De opstanden leidden in 1912 tot de onafhankelijkheid van Albanië.